# Boškovići (Laktaši, BiH)
Boškovići su naseljeno mjesto u sastavu Grada Laktaši, Republika Srpska, BiH.

## Stanovništvo
| Boškovići          |              |
| godina popisa      | 1991.        |
| Srbi               | 358 (88,83%) |
| Hrvati             | 2 (0,50%)    |
| Muslimani          | 0            |
| Jugoslaveni        | 27 (6,70%)   |
| ostali i nepoznato | 16 (3,97%)   |
| ukupno             | 403          |